# Хуберт Клімко-Добжанєцкі
Губерт Клімко-Добжанєцкі (пол. Hubert Klimko-Dobrzaniecki; нар. 1967, Белява, Польща) — польський письменник, поет.

## Біографія
Закінчив середню школу в Зомбковіце-Шльонське, Польща. Після закінчення школи він провів деякий час в новіціяті в о. Паллотини. Вивчав богослов'я в Кошаліні, і філософію в Університеті імені Адама Міцкевича в Познані та філологію ісландську в Рейк'явік. Він опублікував три томи поезії ісландською та англійською мовами. Опубліковані розповіді в «Дослідженні», «Час культури», «Творчість», «Лампа» і «Портрет». Дебютував у 2003 році збіркою оповідань «Станція Белява Західна». Популярність приніс йому роман: «Будинок Троянди», який був номінований на літературну премію «Ніке» в 2007 році. Хуберт Клімко-Добжанєцкі також був номінований на літературну премію Центральної Європи, премію «Ангелус» та нагороду масової інформації та громадськості «Cogito». У 2007 році він був включений в список кандидатів на нагороду Паспортної Політики.
Десять років його життя пройшли в Ісландії, де займав різні посади, в тому числі був медбратом в будинку для літніх людей, який він описав в «Будинку Троянди». 
Нині він живе у Відні, столиці Австрії.

## Творчість

### Збірки віршів
| Рік видання | Переклад назви                    | Оригінальна назва                   |
| ----------- | --------------------------------- | ----------------------------------- |
|             | Вірші з шафи                      | Wiersze z szafy                     |
| 2002        | Вірші з вітру/Оповідання з Європи | Wiersze z wiatru/Opowieści z Europy |
| 2003        | Станція Белява Західна            | Stacja Bielawa Zachodnia            |
| 2006        | Будинок троянди. Крисювик         | Dom Róży. Krýsuvík                  |
| 2007        | Один. Два. Три                    | Raz. Dwa. Trzy                      |
| 2007        | Колискова для ката                | Kołysanka dla wisielca              |
| 2007        | Божевільний                       | Wariat                              |
| 2009        | Перші речі                        | Rzeczy pierwsze                     |
| 2011        | Борнхольм, Борнхольм              | Bornholm, Bornholm                  |
| 2013        | Греки помирають вдома             | Grecy umierają w domu               |
| 2015        | Препаратор                        | Preparator                          |

## Переклади
- Французька мова: La maison de Róża, перек. Veroniqe Patte, Париж: Belfond 2009.
- Сербська мова: Ruzin dom, перек. Vesna Milutinović-Durić, Белград: Geopoetika 2010.